# Scott Lynch
Scott Lynch (ur. 2 kwietnia 1978 w Saint Paul) – amerykański pisarz fantasy, znany z serii o Niecnych Dżentelmenach.

## Życiorys
Scott Lynch urodził się w Saint Paul w Minnesocie, jako pierwszy z trójki rodzeństwa. Zanim wydał pierwszą powieść pracował m.in. jako kelner, pomywacz i autor stron internetowych. Obecnie mieszka ze swoją żoną Jenny w Wisconsin. Jest członkiem ochotniczej straży pożarnej.

## Twórczość
Do tej pory wydano trzy z siedmiu planowanych książek cyklu Niecni Dżentelmeni, w Polsce ukazały się część pierwsza, druga i trzecia:
1. Kłamstwa Locke’a Lamory(inne języki) (czerwiec 2006)
2. Na szkarłatnych morzach(inne języki) (lipiec 2007)
3. Republika Złodziei (październik 2013)